# Parc éolien de Middelgrunden
Le parc éolien de Middelgrunden est situé sur le haut-fond de Middelgrunden, entre les voies de navigation de l'Øresund, à 3,5 km de Copenhague au Danemark. Lors de sa construction en 2000, c'était le plus grand parc éolien en mer du monde, avec 20 éoliennes (Bonus de 2 MW chacune) et d'une totale capacité de 40 MW. La ferme fournit environ 4 % de l’électricité de Copenhague.

## Histoire du projet
En 1996, le projet a été lancé par l'Office de l'environnement et de l'énergie de Copenhague (CEEO) après que Middelgrunden ait été répertorié comme site potentiel dans le plan d'action danois pour l'éolien offshore. En collaboration avec le CEEO, un groupe de personnes local a formé la coopérative d'éoliennes de Middelgrunden et a établi une coopération avec Copenhagen Energy, le service public d'électricité local. La Société danoise pour la conservation de la nature s'est initialement opposée à l'emplacement proposé, mais cette décision a été modifiée par la suite. Les fondations gravitaires en béton ont été choisies comme option la moins onéreuse.
Ce projet est un exemple d'énergie éolienne communautaire. Le parc est détenu à 50 % par les 10 000 investisseurs de la coopérative éolienne de Middelgrunden et à 50 % par la société de services publics municipale. Il est clairement visible depuis la capitale du Danemark.

## Galerie
|                                                                                           |
| Vue aérienne du parc lors de l'atterrissage à l'aéroport de Copenhague par temps couvert. |

| |
| Le vent s'écoule souvent de manière rapide et régulière au-dessus de l'eau puisqu'il n'y a pas d'obstacles, ce qui explique le choix de l'emplacement. Les grandes éoliennes à rotation lente de ce parc éolien offshore situé près de Copenhague tirent parti des brises modérées, mais constantes, qui soufflent à cet endroit. Bien que le vent ne soit pas très fort à cet endroit, il est très régulier et les machines produisent une puissance substantielle plus de 97 % du temps. |